# Geplooide eendemossel
De geplooide eendemossel (Dosima fascicularis) is een rankpootkreeftensoort uit de familie van de eendenmosselen (Lepadidae). De wetenschappelijke naam van de soort is voor het eerst geldig gepubliceerd in 1786 door Ellis & Solander als Lepas fascicularis.
Het is een meer noordelijke en westelijke soort dan de gewone eendenmossel (Lepas anatifera L., 1758), die eigenlijk een tropische en subtropsche soort is, hoewel er zelfs tot aan de Noorse kust larven van zijn aangetroffen. De geplooide eendemossel is gemakkelijk te herkennen aan het sponsachtige drijflichaam dat door het dier zelf wordt afgescheiden.